# Campionato mondiale femminile under 18 di pallavolo 1989
Il I campionato mondiale pre-juniores di pallavolo femminile si è svolto dal 2 al 10 dicembre 1989 a Curitiba, in Brasile. Alla competizione hanno partecipato 12 squadre nazionali pre-juniores e la vittoria finale è andata per la prima volta all'Unione Sovietica.

## Squadre partecipanti
| - Argentina - Brasile - Bulgaria - Canada - Corea del Sud - Cuba | - Giappone - Nuova Zelanda - Perù - Stati Uniti - Unione Sovietica - Uruguay |

## Gironi
| Girone A                                                    | Girone B                                                  |
| ----------------------------------------------------------- | --------------------------------------------------------- |
| Brasile Bulgaria Giappone Nuova Zelanda Stati Uniti Uruguay | Argentina Canada Corea del Sud Cuba Perù Unione Sovietica |

## Fase finale

### Finali 1º e 3º posto
|  | Semifinali       | Semifinali       | Semifinali |         |                  | Finale 1º/2º posto | Finale 1º/2º posto | Finale 1º/2º posto |  |
|  |                  |                  |            |         |                  |                    |                    |                    |  |
|  | Unione Sovietica | Unione Sovietica | 3          |         |                  |                    |                    |                    |  |
|  | Unione Sovietica | Unione Sovietica | 3          |         |                  |                    |                    |                    |  |
|  | Giappone         | Giappone         | 1          |         |                  |                    |                    |                    |  |
|  | Giappone         | Giappone         | 1          |         | Unione Sovietica | Unione Sovietica   | 3                  |                    |  |
|  |                  |                  |            |         | Unione Sovietica | Unione Sovietica   | 3                  |                    |  |
|  |                  |                  | Brasile    | Brasile | 2                |                    |                    |                    |  |
|  | Brasile          | Brasile          | Brasile    | Brasile | 2                | 3                  |                    |                    |  |
|  | Brasile          | Brasile          |            |         |                  | 3                  |                    |                    |  |
|  | Corea del Sud    | Corea del Sud    | 1          |         |                  | Finale 3º/4º posto | Finale 3º/4º posto | Finale 3º/4º posto |  |
|  | Corea del Sud    | Corea del Sud    | 1          |         |                  |                    |                    |                    |  |
|  |                  |                  |            |         |                  |                    |                    |                    |  |
|  |                  |                  |            |         |                  | Giappone           | Giappone           | 3                  |  |
|  |                  |                  |            |         |                  | Giappone           | Giappone           | 3                  |  |
|  |                  |                  |            |         |                  | Corea del Sud      | Corea del Sud      | 0                  |  |

## Classifica finale
| Classifica | Squadre          |
| ---------- | ---------------- |
|            | Unione Sovietica |
|            | Brasile          |
|            | Giappone         |
| 4          | Corea del Sud    |
| 5          | Bulgaria         |
| 6          | Cuba             |
| 7          | Perù             |
| 8          | Uruguay          |
| 9          | Argentina        |
| 10         | Stati Uniti      |
| 11         | Canada           |
| 11         | Nuova Zelanda    |